# 栗田美咲子
栗田 美咲子（くりた みさこ、1993年12月25日 – ）は、日本のジュニアアイドル。クール・ウェーブ所属。

## 人物
- 趣味は、絵を書くこと、友達とおしゃべり。特技は、球技、水泳、鉄棒。
- 美尻の持ち主（特に競泳水着）。

## 芸歴

### 雑誌
- 『Chu→Boh』海王社

### DVD
- 「わたしは、まろん。」（2007年3月30日、ぶんか社Chu→Bohレーベル）
- 「1993年のクリリン」（2008年7月25日、ぶんか社Chu→Bohレーベル）

| スタブアイコン | サブスタブ | この項目は、まだ閲覧者の調べものの参照としては役立たない、アイドル（グラビアアイドル・ライブアイドル・ネットアイドル・レースクイーン・コスプレイヤーなどを含む）に関連した書きかけの項目です。この項目を加筆・訂正などしてくださる協力者を求めています（P:アイドル/PJ:芸能人）。 |